# Maly Drama Théâtre
Pour les articles homonymes, voir Maly.
Le Maly Drama Théâtre, sous-titré théâtre de l'Europe depuis 1998 (en russe : Малый драматический театр - театр Европы) et également appelé Petit Théâtre dramatique, est une salle de spectacle inaugurée en 1944 à Léningrad. À l'origine troupe ambulante se produisant sur différentes scènes, ce n'est qu'en 1956 qu'elle s'installe dans l'immeuble du 18 de la rue Rubinstein.
Il est dirigé depuis 1983 par Lev Dodine.

## Historique
De 1944 à 1969, le théâtre est dirigé par Evgueni Mikhaïlovitch Kornblit, « artiste émérite » de la République socialiste fédérative soviétique de Russie. Le metteur en scène principal de 1961 à 1966 est Iakov Semionovitch Khamarmer, « artiste du peuple de l'URSS ». Cette fonction est ensuite occupée par Efim Mikhaïlovitch Padve en 1973. Ce dernier met en scène la pièce très controversée L'Incident du scénariste Nicholas E. Baehr (1974), Messieurs les officiers d'après la nouvelle d'Alexandre Kouprine Le Duel (1980), La Loi de l'éternité de l'écrivain géorgien Nodar Doumbadze (1981), Le soleil se lève aussi d'après le roman d'Ernest Hemingway (1982) et Vingt minutes avec un ange de l'écrivain russe d'origine bouriate, Alexandre Vampilov.
Le jeune metteur en scène Lev Dodine présente aussi quelques pièces à partir de 1975 : Le Brigand de Karel Čapek, La Rose tatouée de Tennessee Williams, Vis et souviens-toi de Valentin Raspoutine, La Trajectoire d'Aleksandr Volodine, La Maison de Fiodor Abramov, Mon bonheur de Evgueni Arie (en), d'après la pièce d'Alexandre Tchervinski (ru) et Le Phonographe en papier. En 1983, il en devient le directeur artistique.
En 1992, le théâtre est invité par l’Union des théâtres de l'Europe, union fondée en 1991 par Jack Lang et Giorgio Strehler. La troupe fait alors régulièrement des tournées en Europe, et notamment en France. Elle présente une « Saison russe » à Paris en 1994.
Le Maly Drama Théâtre obtient officiellement le statut de « Théâtre de l'Europe » en septembre 1998, troisième de ce nom après le théâtre de l'Odéon et le Piccolo Teatro di Milano. Lev Dodine devient alors membre d'honneur de l'Union des théâtres de l'Europe.
En 1999, une petite salle de 50 places est inaugurée, qui sert de laboratoire d’essai pour la nouvelle génération de comédiens et de metteurs en scène. La troupe compte actuellement une cinquantaine de comédiens, la plupart anciens élèves de Lev Dodine à l’Académie des arts du théâtre de Saint-Pétersbourg où il enseigne depuis 1969.
Une rétrospective retraçant vingt-cinq ans de mise en scène de Dodine est produite en 2009 à la MC93 Bobigny, où elle revient en 2012 avec Les Trois Sœurs d'Anton Tchekhov.

## Troupe
- Elizaveta Boïarskaïa
- Danila Kozlovski
- Ksenia Rappoport

### Répertoire
- 1985 : Frères et Sœurs de Fiodor Abramov, mise en scène de Lev Dodine
- 1991 : Les Démons de Fiodor Dostoïevski, mise en scène de Lev Dodine
- 2003 : Oncle Vania d'Anton Tchekhov, mise en scène de Lev Dodine
- 2003 : La Chasse au canard, d'Alexandre Vampilov, mise en scène de Vladimir Toumanov
- 2006 : Le Roi Lear de William Shakespeare, mise en scène de Lev Dodine
- 2008 : L'Ombre d'un franc-tireur de Seán O'Casey, mise en scène d'Oleg Dmitriev
- 2009 : Sa Majesté des mouches de William Golding, mise en scène de Lev Dodine